# 처음 꽃향기를 만난 순간
《처음 꽃향기를 만난 순간》(第一次遇見花香的那刻)은 2021년에 도쿄국제영화제에서 상영한 대만의 영화이다.

## 캐스팅

### 주연
- 정여희 : 팅팅 역
- 임진희 : 이밍 역

### 조연
- 이역